# Virieu-le-Petit
Virieu-le-Petit là một xã ở tỉnh Ain, vùng Auvergne-Rhône-Alpes thuộc miền đông nước Pháp.